# نقشه‌نمایی آیتوف

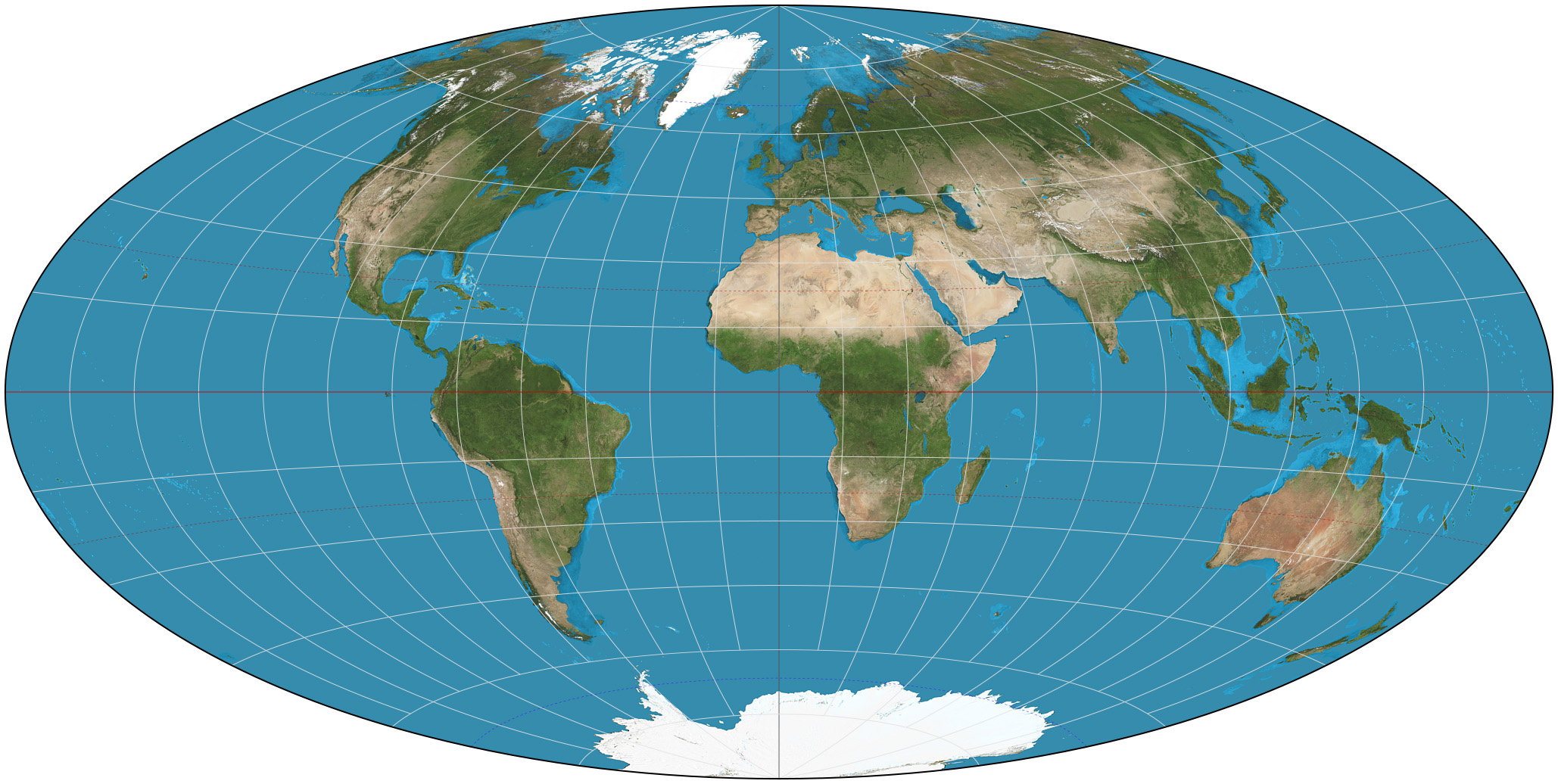
نقشه‌نمایی آیتوف از جهان

نقشه‌نمایی آیتوف (به انگلیسی: Aitoffs Projection) نوعی ترسیم نقشه است که در آن تمامی سطح زمین در روی یک بیضی نمایش داده شده‌است توده‌های خشکی نزدیک به مرکز نقشه شکل بالنسبه صحیحی دارند اما آنها که نزدیک به حواشی شرقی و غربی هستند به طرز قابل ملاحظه‌ای کج شده‌اند.

## فرمول
{\displaystyle x=\mathrm {azeq} _{x}\left({\frac {\lambda }{2}},\phi \right)\,}
{\displaystyle y={\frac {1}{2}}\mathrm {azeq} _{y}\left({\frac {\lambda }{2}},\phi \right)}
جایی که {\displaystyle \mathrm {azeq} _{x}} and {\displaystyle \mathrm {azeq} _{y}} are the x and y components of the equatorial azimuthal equidistant projection. Written out explicitly, the projection is:
{\displaystyle x={\frac {2\cos(\phi )\sin \left({\frac {\lambda }{2}}\right)}{\mathrm {sinc} (\alpha )}}\,}
{\displaystyle y={\frac {\sin(\phi )}{\mathrm {sinc} (\alpha )}}\,}
جایی که
{\displaystyle \alpha =\arccos \left(\cos(\phi )\cos \left({\frac {\lambda }{2}}\right)\right)\,}
و {\displaystyle \mathrm {sinc} (\alpha )} is the unnormalized تابع سینک with the discontinuity removed. In all of these formulas, {\displaystyle \lambda } is the longitude from the central meridian and {\displaystyle \phi } is the latitude.